# Amedorf (Blender)
Amedorf ist ein Ortsteil der Gemeinde Blender in der niedersächsischen Samtgemeinde Thedinghausen im Landkreis Verden. Der Ort liegt 2 km nordöstlich vom Kernort Blender an der östlich verlaufenden Weser.

## Geschichte
Die erste urkundliche Erwähnung Amedorfs geht auf das Jahr 935 zurück.
Die Gemeinde Amedorf/Ritzenbergen wurde zusammen mit der Gemeinde Holtum-Marsch im Jahr 1968 in die damalige Gemeinde Blender eingegliedert.